# Omena
Omena ist ein census-designated place (CDP) im Leelanau Township, Leelanau County im US-Bundesstaat Michigan mit 295 Einwohnern (Stand: Volkszählung 2020).

## Geographie
Omena liegt an der Omena Bay, der westlichen Hälfte des Grand Traverse Bay am Michigansee. Die nächstgelegene Stadt ist Traverse City. Der Ort liegt auf einer durchschnittlichen Höhe von 184 m über dem Meeresspiegel.

## Klima
Omena liegt in der gemäßigten Klimazone und weist das ganze Jahr über hohe Niederschläge auf. Die Jahresdurchschnittstemperatur beträgt 7,2 Grad Celsius. Die jährliche Niederschlagsmenge im Durchschnitt 804 mm.

## Geschichte
Die Besiedlung begann 1850, als sich dort Indianerstämme niederließen. Darum verlegte 1852 Pfarrer Peter Daugherty eine Indianer-Mission von der Old Mission auf dem Old Mission Peninsula über den Westarm der Grand Traverse Bay zu dem späteren Ort, der zuerst „Neue Mission“ genannt wurde. Im gleichen Jahr wurde eine Internatsschule für Kinder der Bereiche Ottawa und Chippewa errichtet. Daugherty erbaute die Grove Hill New Mission Church als Kern der neuen Gemeinde. In den Sommermonaten gab es in dieser regelmäßige Gottesdienste. Das Wort „omena“, abgeleitet aus „O-me-nah“, einem Ojibwe-Ausdruck, bedeutet so viel wie „Ist das so?“ oder „Ist das wirklich wahr?“ und war Daughertys charakteristische Antwort auf verschiedene Aussagen von Indianern. Eine Poststation mit diesem Namen wurde im Februar 1858 errichtet. 1870 ist die Mission zusammengebrochen und das Internat wurde geschlossen. Die Region wurde in den folgenden Jahren von Landwirten und Holzfällern geprägt, aber speziell die Dampfschifffahrt belebte die Region durch Handel und Tourismus. Somit wuchs auch die Wirtschaft und verschiedene Einzelhandelsgeschäfte wurden errichtet, wie etwa „Barth’s general store“ und „Anderson’s general store“. Ein in den 1880er Jahren erbautes Haus, welches in den folgenden Jahren verwahrloste, wurde in 1920ern zu einer Eiscreme-Bar und ist heute das Postgebäude des Gebietes.
Omena wurde 1903 eine Haltestelle auf dem Grand Rapids and Indiana Railroad. Für Jahrzehnte florierte der Tourismus, bis nach dem Zweiten Weltkrieg immer mehr Menschen ein Auto besaßen, mobiler wurden und im Urlaub weniger Zeit an einem Ort verbrachten.
Benjamin Grierson, ein General des Sezessionskrieges, hatte in Omena ein Sommerhaus und ist hier verstorben.

## Wirtschaft
Die wichtigsten Geschäfte in Omena sind die „Tamarack Gallery“ (Kunstgalerie, ehemals der „Anderson’s general store“), die „Leelanau Weinkellerei“ mit Verkostungsraum, das „Knot Just A Bar“ Restaurant und der „Omena Bay Country Store“ (früher der „Barth’s general store“). Weitere wichtige Gebäude sind die örtliche Niederlassung der Post, sowie das Museum im „Putnam-Cloud House“, das auch die Omena Historical Society beheimatet. Dieses Gebäude wurde 1876 im Greek Revival–Stil errichtet.
Die Landschaft ist geprägt von Weingütern und Bauernhöfen, inklusive einer großen ökologischen Landwirtschaft. Kirschen und Hopfen werden dort ebenfalls angebaut. Es gibt verschiedene Weingüter, deren Trauben- und Kirschernte für die die Grand Traverse- and Leelanau-Regionen bekannt sind.
Der „Omena Traverse Yacht-Club“ betreibt ein Sommercamp für Kinder und Jugendliche, in dem diese Tennis- und Segelunterricht erhalten können.

## Sonstiges
Obwohl die Gemeinde offiziell über kein Bürgermeisteramt verfügt, organisiert die Omena Historical Society im dreijährigen Abstand eine „Bürgermeisterwahl“ – bei der jedoch die örtlichen Tiere symbolisch für verschiedene Verwaltungsaufgaben zur Wahl stehen. 2018 wurde die Katze Sweet Tart McKee zur Bürgermeisterin von Omena gewählt und am 21. Juli „inauguriert“. Sie konnte sich u. a. gegen 13 Hunde durchsetzen. McKee bekleidete zuvor Ämter im Dorfrat und als Vizebürgermeisterin. Das politische Aufgabenspektrum ist primär repräsentativ. McKee wird in ihrem Amt von den beiden Hunden Diablo Shapiro (1. Vizebürgermeister) und Punkin Anderson-Harder (2. Vizebürgermeister) unterstützt. Die „Amtszeit“ beträgt drei Jahre.